# Heliura hecale
Heliura hecale là một loài bướm đêm thuộc phân họ Arctiinae, họ Erebidae.